# Данкансон, Роберт Скотт
Роберт Скотт Данкансон (англ. Robert Scott Duncanson; 1821—1872) — американский художник пейзажист и портретист, участник Школы реки Гудзон.

## Биография
Родился в 1821 году в городе Fayette округа Сенека, штат Нью-Йорк.
В детстве жил с отцом в Канаде, в то время как его мать жила в городе Mount Pleasant, штат Огайо, в пятнадцати милях к северу от Цинциннати. В Канаде Роберт жил до 1841 года и переехал к матери в США. Желая заняться живописью, переехал в Цинциннати. Не имея специального образования но одержимый стать художником, изучал искусство самостоятельно, копируя картины и гравюры. К 1842 году Данкансон написал три портрета, которые представил на выставке, организованной обществом поощрения полезных знаний в Cincinnati Academy of Fine Arts, что стало его публичным дебютом. Одновременно он сотрудничал с художником и фотографом Коутсом. Мастерство Данкансона росло, но отсутствие хорошего вознаграждения за работу подтолкнуло его переехать в Детройт в 1845 году.
В Детройте он снова взялся за написание портретов, был хорошо принят местной прессой, познакомился с местным художником James H. Beard. Но, устав от этого города, в 1846 году вернулся в Цинциннати. Он совершил путешествия в Европу, побывав в Англии, Шотландии, Франции и Италии. В последние годы жизни создал самые важные свои произведения.
В 1872 году, заболев физически и психически после срыва его выставки в Детройте, он умер здесь 21 декабря 1872 года. Был похоронен на кладбище Woodland Cemetery в городе Монро, штат Мичиган.
Данкансон дважды был женат, имел троих детей — сыновей Рувима и Милтона, а также дочь Берту.

## Труды
Работы художника находятся во многих музеях США, а также частных коллекциях.

Некоторые работы
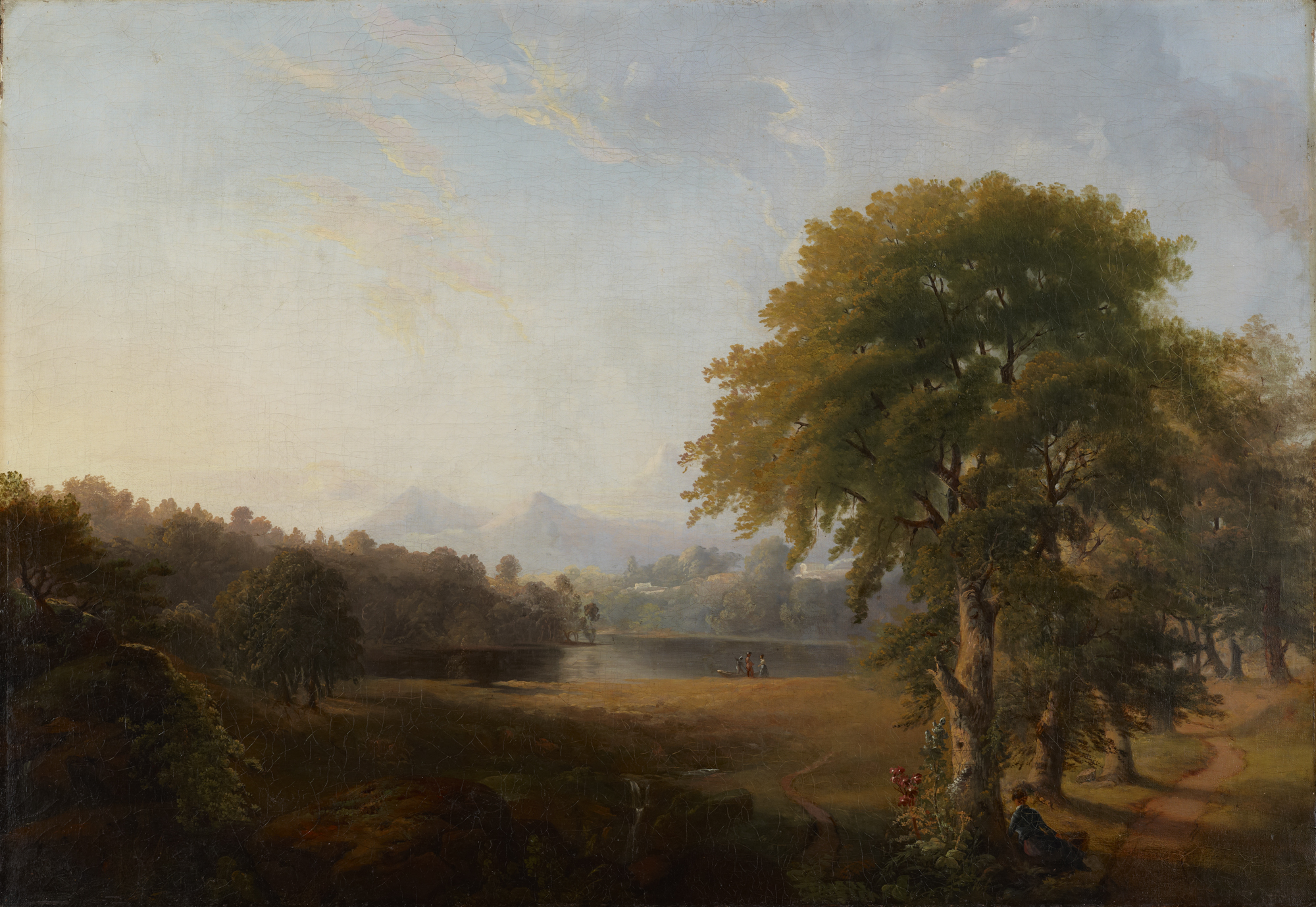
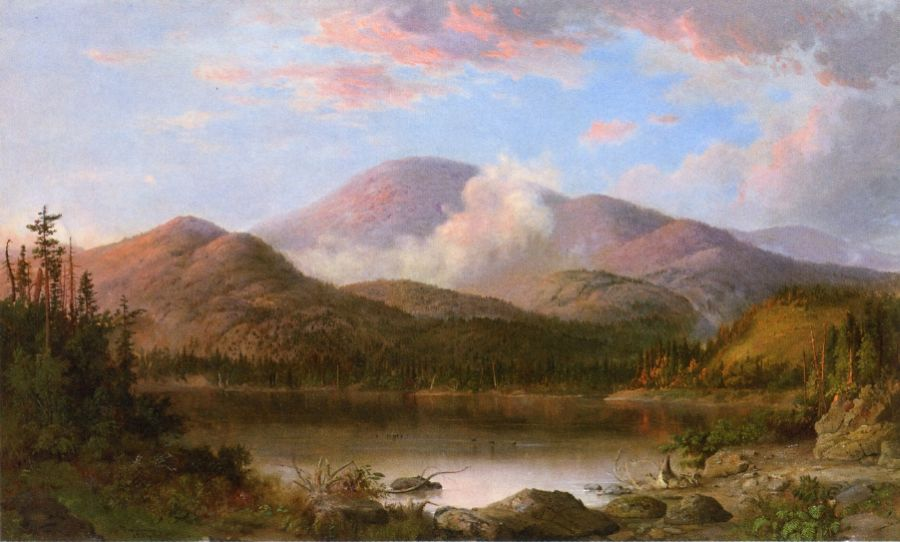
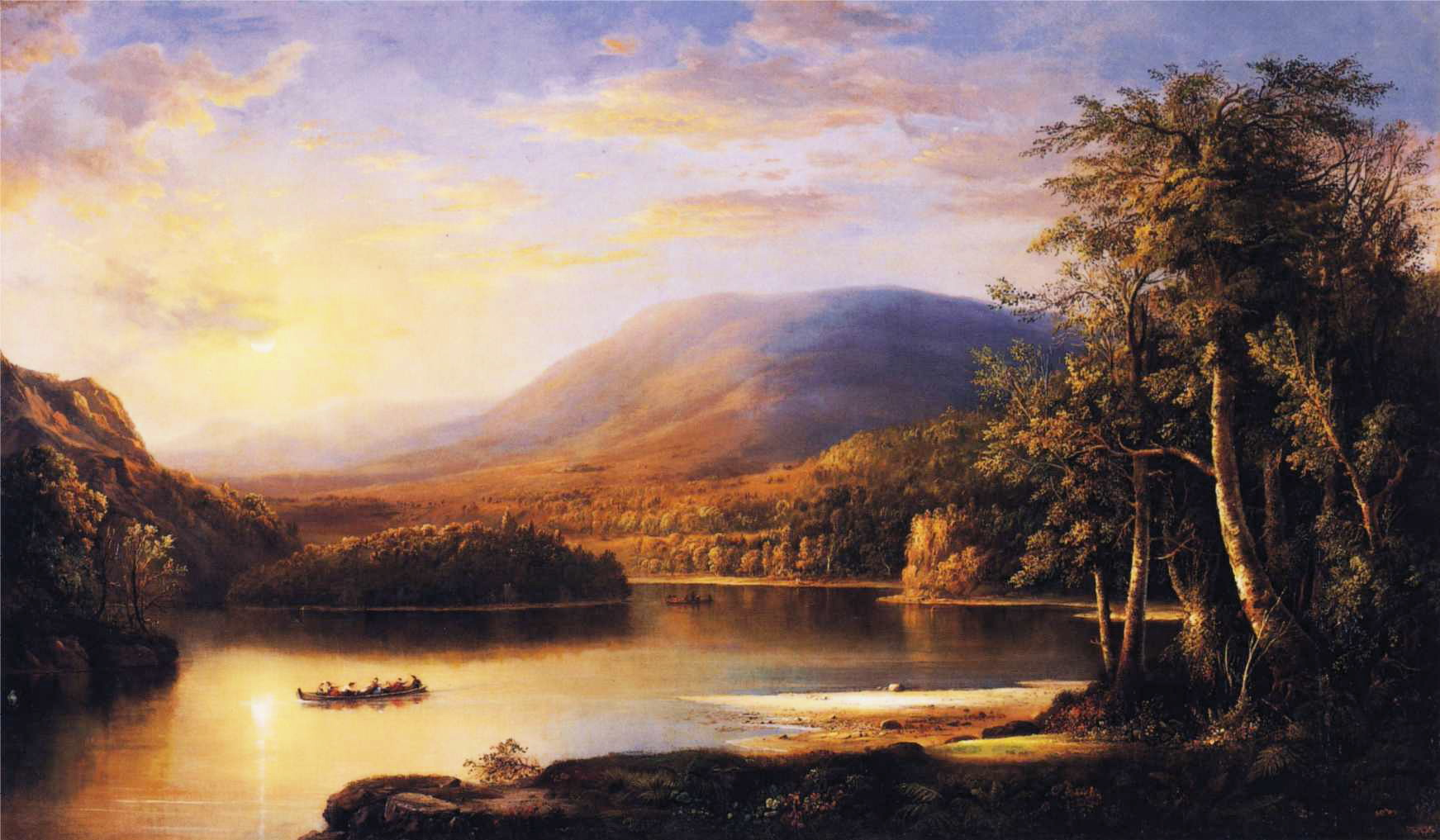
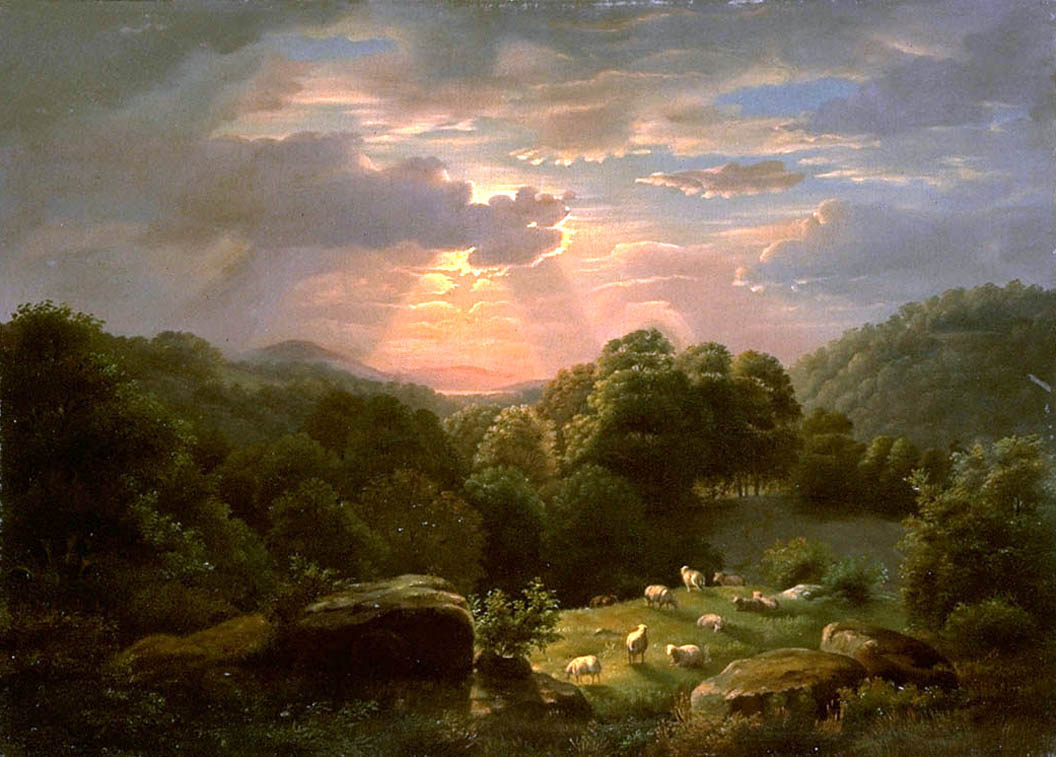